# Anthony Réveillère
 Anthony Réveillère (pronunție în franceză [ɑ̃.tɔ.ni ʁe.vɛ.jɛʁ]; n. pe 10 noiembrie 1979) este un fost fotbalist francez care a evoluat pe poziția de fundaș.

## Goluri internaționale
| Gol | Data             | Stadion                              | Oponent | Scor | Rezultat | Competiția                                           |
| --- | ---------------- | ------------------------------------ | ------- | ---- | -------- | ---------------------------------------------------- |
| 1   | 7 octombrie 2011 | Stade de France, Saint-Denis, Franța | Albania | 3–0  | 3–0      | Preliminariile Campionatului European de Fotbal 2012 |

## Viața personală
Anthony Réveillère este căsătorit cu Caroline, și împreună au doi copii – un fiu, Lény (n. iunie 2006) și o fiică, Sharon (n. martie 2009).

## Palmares
Lyon:
- Ligue 1 (5): 2003–04, 2004–05, 2005–06, 2006–07, 2007–08
- Coupe de France (2): 2007–08, 2011–12
- Trophée des champions (5): 2003, 2004, 2005, 2006, 2007